# 간다키강
간다키강은 나라야니강과 간다크강으로도 알려져 있으며, 네팔의 주요 강 중 하나이자 인도의 갠지스강 좌안 지류이다. 총 유역 면적은 46,300 km2 (17,900 mi2)이며, 대부분이 네팔에 있다. 네팔 히말라야산맥에서 간다키강은 깊은 협곡으로 유명하다. 이 유역에는 또한 8,000 m (26,000 ft)가 넘는 다울라기리산, 마나슬루산, 안나푸르나산맥 등 세 개의 산이 포함되어 있다. 다울라기리산은 간다키강 유역의 가장 높은 지점이다. 상류에서는 무스탕구와 네팔의 유명한 칼리간다키 협곡을 흐르기 때문에 칼리 간다키강(또는 간다키강)으로 알려져 있다. 강이 네팔의 테라이 평야에 도달하면 나라야니강으로 불린다. 이 이름 변경은 일반적으로 치트완의 데브가트에서 트리슐리강과의 합류 지점 근처에서 발생한다. 인도에 진입하면 이 강은 간다크강으로 알려져 있다.

## 강의 흐름

### 네팔

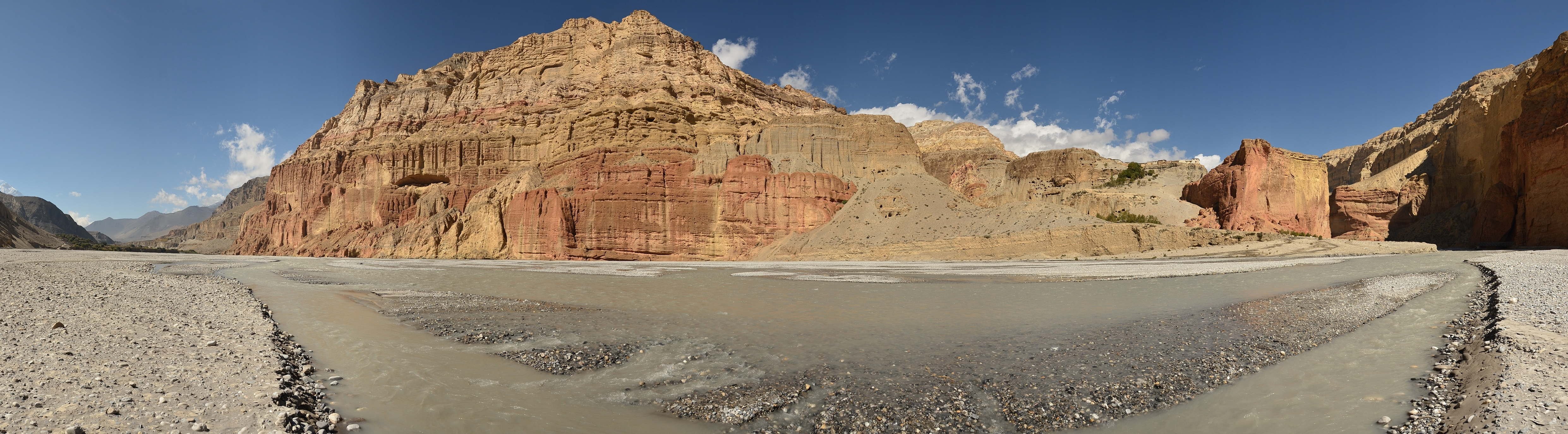
어퍼 무스탕의 칼리 간다키 협곡 파노라마

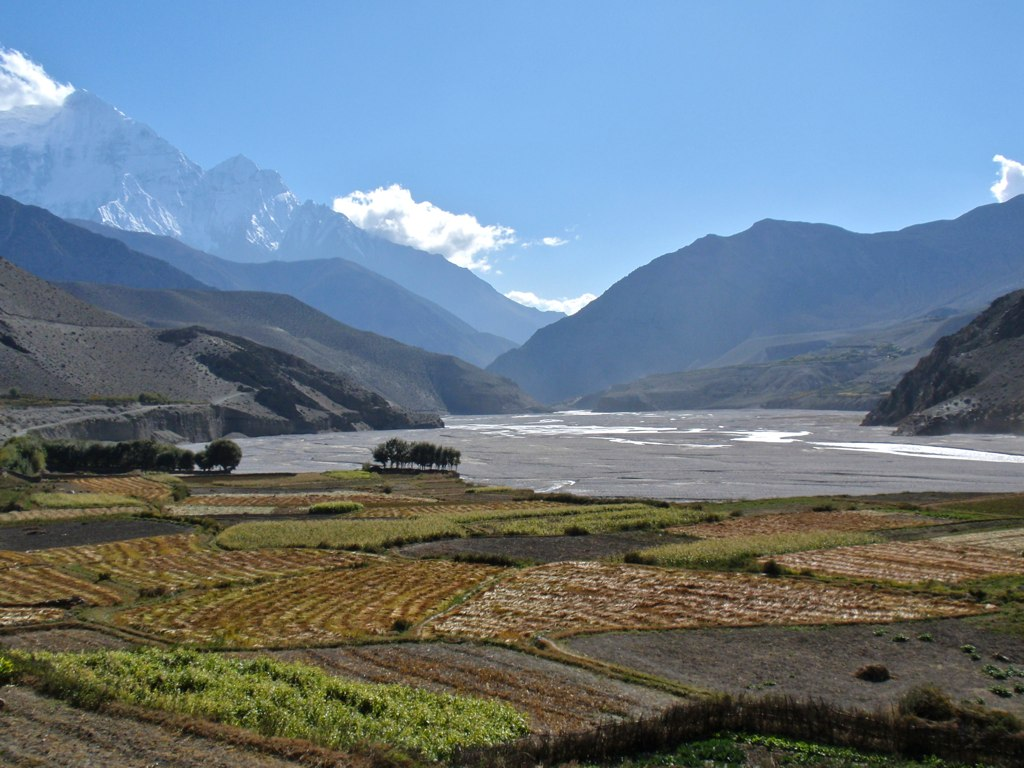
네팔 카그베니의 간다키강

칼리 간다키강의 수원은 네팔 무스탕 지역의 누빈 히말 빙하에서 티베트와의 국경에 있는 해발 6,268 m (20,564 ft)에 위치한다.
일부 지도에서는 상류 하천이 추아마 콜라(Chhuama Khola)로 명명되어 있으며, 로만탕 근처에서는 니충 콜라(Nhichung Khola) 또는 초로 콜라(Choro Khola)로 불린다. 칼리 간다키강은 그 다음 가파른 면의 깊은 협곡을 통해 남서쪽으로 흐르며(오래된 지도에서는 무스탕 콜라라고 불림), 첼레의 강철 보도교에서 넓어지는데, 여기서 강물의 일부는 암석 터널을 통과하며, 이 지점부터 넓어진 강은 모든 지도에서 칼리 간다키강으로 불린다. 카그베니에서는 조응 콜라(Johng Khola), 칵 콜라(Kak Khola) 또는 크리슈나(Krishnaa)라는 주요 지류가 묵티나트에서 내려온다.
이 강은 서쪽의 해발 8,167 m (26,795 ft) 다울라기리산과 동쪽의 해발 8,091 m (26,545 ft) 안나푸르나산맥 사이에 칼리간다키 협곡 또는 안다 갈치로 알려진 가파른 협곡을 통해 남쪽으로 흐른다. 강 높이와 양쪽 가장 높은 봉우리의 높이 차이로 협곡의 깊이를 측정한다면, 이 협곡은 얄룽창포대협곡 (약 6000m)에 이어 세계에서 두 번째로 깊은 협곡이다. 다울라기리산과 안나푸르나산맥 I 사이에 직접 위치한 강 부분 ( 투쿠체에서 7 km (4.3 mi) 하류)은 해발 2,520 m (8,270 ft)에 있으며, 이는 안나푸르나산맥 I보다 5,571 m (18,278 ft) 낮다. 이 강은 히말라야산맥보다 오래되었다. 지각 활동으로 인해 산이 더 높아지면서 강은 융기된 부분을 깎아내렸다.
협곡 남쪽에서는 이 강에 갈레시워르에서는 라후가트 콜라가, 베니에서는 미아그디 콜라가, 쿠슈마 근처에서는 모디 콜라가, 리디 바자르 위 루드라베니에서는 바디가드가 합류한다. 이 강은 그 다음 동쪽으로 방향을 틀어 마하바라트산맥의 북쪽 가장자리를 따라 흐른다. 네팔에서 가장 큰 수력 발전 프로젝트 중 하나가 이 강줄기를 따라 위치해 있다. 다시 남쪽으로 방향을 틀어 마하바라트산맥을 통과한 후, 칼리 간다키강은 데브가트에서 칼리 간다키강보다 더 큰 주요 지류인 트리슐리강과 합류한다. 그 다음 간다키강은 치트완으로 알려진 내륙 테라이 계곡을 배수하는 동 라프티강과 합류한다. 간다키강은 그 다음 시왈리크 언덕을 넘어 네팔의 테라이 평야로 들어간다. 데브가트에서 이 강은 가인다코트 마을의 남서쪽으로 흐른다. 이 강은 나중에 남동쪽으로 다시 굽이쳐 인도에 진입하며, 거기서 간다크강으로 불린다.
가인다코트 아래에서 이 강은 나라야니강 또는 사프트 간다키강(일곱 간다키)으로 알려져 있는데, 이는 히말라야산맥 또는 더 북쪽 갠지스강-브라마푸트라강 분수령을 따라 솟아나는 일곱 지류 때문이며, 이들은 칼리 간다키강, 트리슐리강, 그리고 트리슐리강의 주요 5개 지류인 다라우디강, 세티강, 마디강, 마르샹디강 및 부디 간다키강이다.

### 인도
인도-네팔 국경의 강 진입점은 네팔에서 내려오는 파치나드강과 손하강과의 합류 지점인 트리베니(Triveni)이다. 판다이강은 발미키 야생동물 보호구역의 동쪽 끝에서 네팔에서 비하르주로 흘러 마산(Masan)과 합류한다. 간다크강은 처음에는 우타르프라데시주의 마하라지간지구로 약 25 km (16 mi) 흘러 들어가며, 쿠시나가르구를 거쳐 비하르주로 진입한다. 간다크강은 비하르주의 갠지스 평원을 가로질러 서 참파란, 고팔간지, 동 참파란, 사란, 무자파르푸르 및 바이샬리 지구를 통해 남동쪽으로 300 km (190 mi) 흐른다.
가장 바깥쪽 시왈리크 산기슭에서 갠지스강까지, 간다크강은 중부 갠지스 평원에 동부 우타르프라데시주와 북서부 비하르주를 포함하는 거대한 선상지를 형성했다.

## 빙하, 빙하호 및 빙하호 붕괴 홍수
고산 지역에서 가장 위험한 지형 중 하나인 빙하호는 보통 후퇴하는 빙하가 남긴 빙퇴석 댐 뒤에 형성되는데, 이는 전 세계적으로 관찰되는 현상이다. 빙하호 붕괴 홍수 (GLOF) 사건은 네팔에서 수십 년 동안 발생해 왔지만, 1985년에 발생한 딕트쇼 빙하 폭발은 이 현상에 대한 상세한 연구를 촉발시켰다. 1996년, 네팔의 수자원 및 에너지 위원회 사무국(WECS)은 딕트쇼, 임자, 로어 바룬, 초롤파, 툴라기 등 5개의 호수가 잠재적으로 위험하며, 모두 해발 4,100 m (13,500 ft) 위에 위치한다고 보고했다. ICIMOD와 UNEP(UNEP, 2001)의 최근 연구에서는 네팔에 27개의 잠재적으로 위험한 호수가 있다고 보고했다. 이 중 10개에서는 지난 몇 년 동안 GLOF 사건이 발생했으며 일부는 사건 후 재생되고 있다.
어퍼 마르샹디강 유역에 위치한 툴라기 빙하는 폭발할 수 있는 잠재적으로 위험한 호수로 확인된 두 개의 빙퇴석댐 호수 중 하나이다.

## 주요 도시

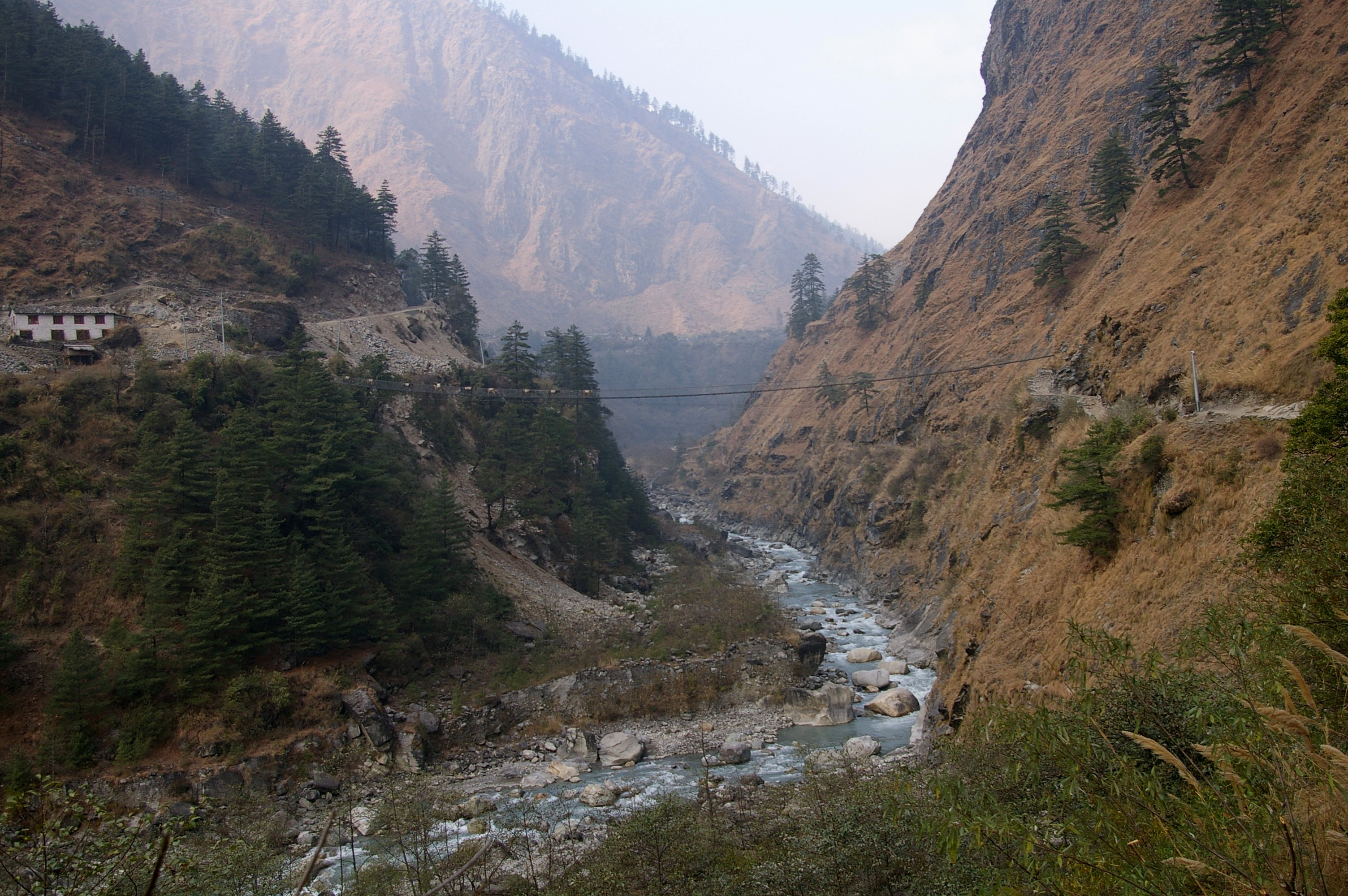
가사 근처 칼리 간다키강, 안나푸르나산맥과 다울라기리산 사이

간다크강 인도 지역의 주요 도시는 발미키나가르(바인살로탄) – 간다크댐 위치, 바가하, 베티아 (지구 본부 및 발미키 호랑이 프로젝트 현장 관리국), 하리나가르(람나가르), 하지푸르 (파트나에서 10km 떨어진 갠지스강 건너편) 및 손푸르 (파트나 근처 하리하르 크셰트라로도 알려짐)이다.

## 국립공원
네팔의 치트완 국립공원과 인도의 발미키 국립공원은 간다크 댐 주변의 발미키나가르 근처에 서로 인접해 있다.

### 치트완 국립공원
치트완 국립공원은 932 제곱킬로미터 (360 mi2) 면적을 차지한다. 1973년에 설립된 이 공원은 네팔에서 가장 오래된 국립공원이다. 1984년 세계유산으로 지정되었다. 네팔의 내륙 테라이 계곡 중 하나인 치트완에 위치한다. 이 공원에는 벵골호랑이와 외뿔 인도코뿔소 (Rhinoceros unicornis)의 마지막 개체군 중 하나를 포함하여 풍부한 동식물이 서식한다. 이 지역은 과거 치트완 계곡으로 알려졌다. 이곳은 대형 사냥터였으며 1951년까지 사냥 보호구역이었다. 공원에서는 카누 타기, 코끼리 타기, 가이드가 안내하는 정글 산책 등을 즐길 수 있다.

### 발미키 국립공원
발미키 보호구역은 약 800 제곱킬로미터 (310 mi2)의 숲을 포함하며 인도에서 18번째로 설립된 호랑이 보호구역이다. 호랑이 개체 밀도 면에서 4위를 차지한다. 발미키나가르는 네팔과 접경하는 비하르주 서 참파란구의 최북단에 있는 베티아에서 거의 100 킬로미터 (62 mi) 떨어져 있다. 발미키나가르는 주로 숲 지역 내에 흩어진 거주지를 가진 작은 마을이며, 바가하의 철도역 근처에 서 참파란구에 철도역이 있다. 다양한 경관을 가지고 있으며, 풍부한 야생동물 서식지와 식물 및 동물 구성으로 보호 대상 육식동물이 서식하며, 1994년 프로젝트 타이거의 국가 보존 프로그램에 포함되었다. 인도 동물학 조사단의 1998년 보고서에 따르면, 이 보호구역에는 53종의 포유류, 145종의 조류, 26종의 파충류, 13종의 양서류가 서식하며 호랑이 보호구역도 있다.
주목할 만한 야생 동물 종으로는 호랑이, 표범, 들개, 멧돼지, 들소, 곰, 공작, 자고, 코뿔새, 구관조, 솜목황새, 비단뱀, 악어, 사슴, 삼바사슴, 푸른영양, 짖는사슴, 돼지사슴 등이 있다.
인도 식물학 조사단의 1998년 보고서에 따르면 7가지 유형의 식생이 있으며, 7가지 종류의 숲으로 구성되어 있다. 84종의 나무(아열대 나무인 사라수, 사그완, 대나무, 지팡이), 32종의 관목과 덩굴식물, 81종의 허브와 풀이 서식하고 있다.

## 종교적 중요성

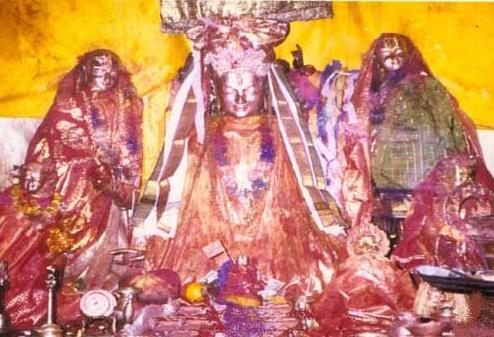
네팔 묵티나트 바이슈나바 사원 우상

다울라기리산과 안나푸르나산맥 산맥 사이에 간다키강은 묵티나트 마을과 풀라하 아쉬람을 통과한다. 고대에는 풀라하 주변 산맥이 방대한 사라수 숲 때문에 살라기리스라고 불렸다. 따라서 이 지역에서 발견되는 돌을 살리그라마-실라스라고 부른다. 이는 힌두교도, 특히 브라흐만들에게 큰 의미가 있다. 스마르타스는 이것을 나라야나 신의 복제품으로 사용한다. 스리바이슈나바스와 마드바차리야 종파는 간다키강 바닥에서 살리그라마 실라스를 찾을 수 있는 곳과 묵티나트 사원을 108 디브야크셰트람 중 하나로 간주한다.

## 고고학적 중요성 있는 장소

마르파, 무스탕구, 네팔 근처 간다키강

발미키나가르 주변의 고고학적으로 중요한 장소는 라우리아-난다나가르와 소메슈와르 요새이다.
라우리아 구역에 위치한 난단 가르 동쪽 약 1km 지점에는 아쇼카의 사자 기둥이 있는데, 광택이 나는 사암 한 덩어리로 만들어졌으며 높이 35 피트 (11 m), 밑면 지름 35인치, 상단 지름 22인치이다. 2,300년 이상 된 것으로 추정되며 훌륭한 상태로 보존되어 있다. 그 거대함과 절묘한 마무리는 아쇼카 시대 석공들의 기술과 자원의 뛰어난 증거를 보여준다. 두 개의 유사한 기둥이 라마푸르와 마을, 가우나하 구역의 간디 비티하라와 아쉬람 근처에서 발견되었는데, 그 기둥의 꼭대기 중 하나인 황소는 현재 뉴델리 국립 박물관에, 다른 하나인 사자는 캘커타 박물관에 있다.
난단 가르에는 벽돌로 만들어진 약 80 피트 (24 m) 높이의 바우드(붓다) 스투파도 있는데, 권위 있는 출처에 따르면 이 스투파는 아쇼카 스투파이며, 그 안에 붓다의 화장 재가 안치되어 있다.
소메슈와르 요새는 네팔 국경 근처 나르카티아간지 하위 구역에 위치하며, 해발 2,884 ft (879 m)의 소메슈와르 언덕 꼭대기에 있다. 폐허가 된 상태이지만 그 잔해는 잘 보존되어 있다.
발미키 보호구역 동쪽 끝 가우나하 근처에 있는 마하트마 간디의 비티하라와 아쉬람이 있다. 이곳은 비하르주 가우나하 구역의 한 마을로, 간디가 인도 역사에서 '참파란 사티아그라하'로 알려진 자유 운동을 시작한 곳이다. 이 마을에는 아쉬람이라고 불리는 오두막이 있으며, 간디의 성지가 되었다.

### 무스탕 동굴

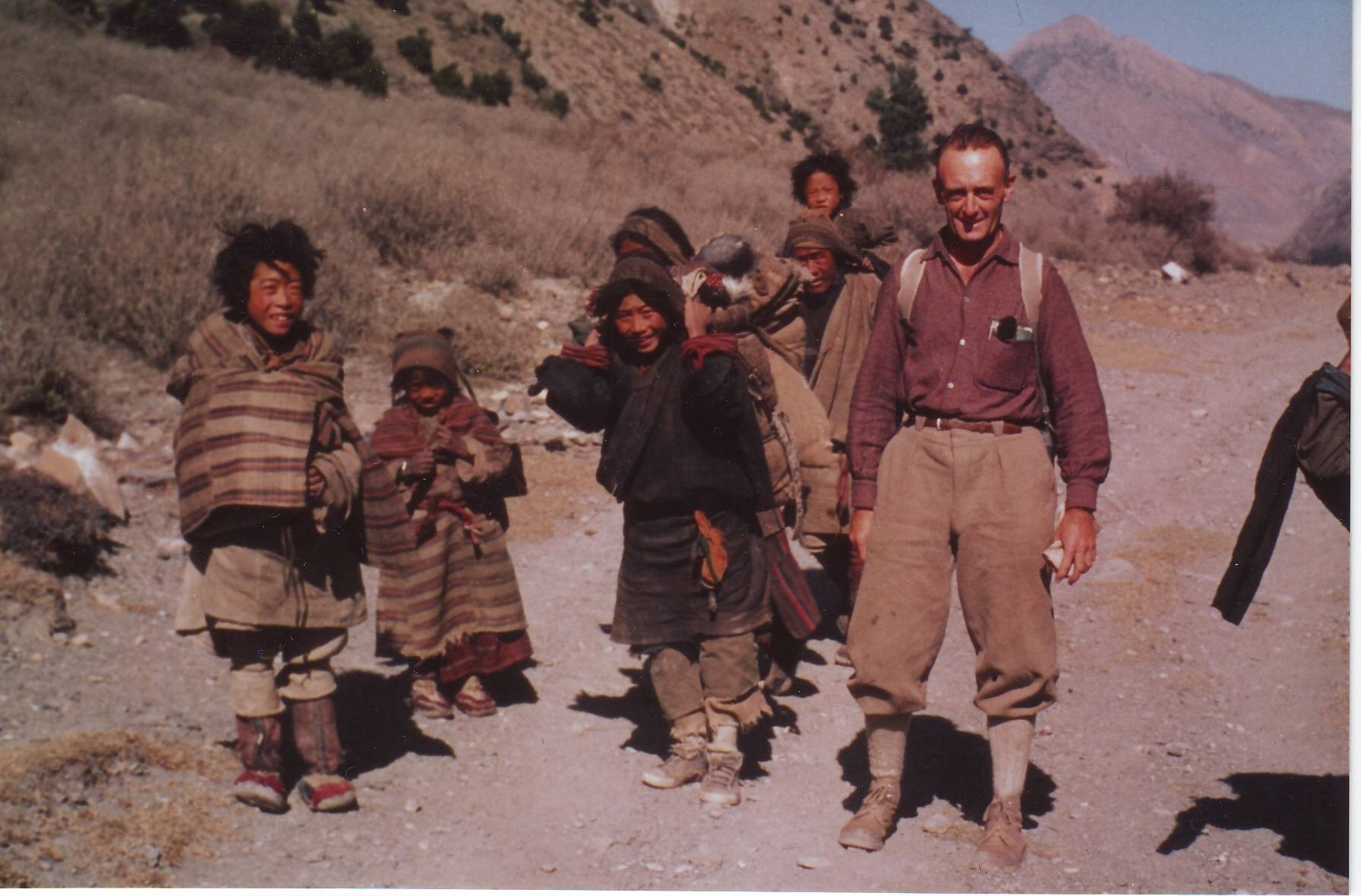
1966년 10월 네팔 좀솜 근처 간다키 계곡

무스탕 동굴은 네팔 무스탕구의 계곡 측면에 파여진 약 10,000개의 인공 동굴 컬렉션이다. 이 동굴들은 어퍼 무스탕의 칼리 간다키강 근처 가파른 계곡 벽에 위치한다. 여러 고고학자와 연구자 집단이 이 겹겹이 쌓인 동굴을 탐사하여 부분적으로 미라화된 인체와 최소 2,000-3,000년 된 해골을 발견했다. 보존가와 고고학자의 이 동굴 탐사를 통해 12세기부터 14세기에 걸쳐 귀중한 종교 회화, 조각품, 필사본 및 수많은 유물이 발견되기도 했다.

## 개발 시나리오

### 수력 발전 개발

#### 네팔
네팔에서 사프타 간다키 단독으로 총 83,290 MW(경제적으로 개발 가능한 잠재력은 42,140 MW) 중 20,650 MW(경제적으로 개발 가능한 잠재력은 5,270 MW)라는 엄청난 수력 잠재력을 가지고 있다. 이 나라는 지금까지 약 600 MW의 수력을 생산할 수 있었고 이 중 간다크 유역 프로젝트가 266 MW 이상으로 약 44%를 차지한다. 건설된 수력 발전 프로젝트는 누와코트의 트리술리 (21 MW), 누와코트의 데비갓 (14 MW), 포카라 (1 MW), 나와르파라시의 서 간다크 수력 발전소 (15 MW), 타나후의 마르샹디 (69 MW), 샤안자의 칼리 간다키 (144 MW), 샤양게 (2 MW)이다. 람중의 중 마르샹디 수력 발전 프로젝트 (70 MW)는 최종 건설 단계에 있다. 여러 주요 프로젝트들이 가까운 미래에 시행될 예정이다. 네팔 정부가 이제 다각적인 접근 방식으로 민간 부문 참여에 우선순위를 부여함에 따라, 수력 발전 개발 속도가 가속화될 것이다.
인도의 한 주요 기업은 어퍼 마르샹디 수력 발전소(250MW) 개발을 위해 네팔 회사 지분의 80%를 인수하기 위해 네팔 회사와 주식 매입 및 합작 투자 계약을 체결했다. 경제적으로 개발 가능한 잠재력을 달성하는 것은 더 이상 허상이 아닐 것이다.
보고에 따르면, 네팔 정부는 IPP 방식으로 민간 부문 참여를 위한 여러 다른 주요 프로젝트들을 추진하고 있다.

### 관개
발미키나가르(바인살로톤)의 간다크 프로젝트는 대부분 네팔에, 일부는 인도에 걸쳐 있는 37,410 km (23,250 mi)의 유역 면적에서 물을 가로챈다. 1959년 12월 4일 네팔 정부와 인도 정부는 간다크 관개 및 전력 프로젝트에 대한 협정을 체결했다. 이 협정에는 기존 트리베니 운하 수문 조절 장치 아래 약 33 m (108 ft)에 댐, 운하 수문 조절 장치 및 기타 부속 공사 건설이 포함되었다. 이 협정은 네팔의 연안 권리 보호를 위해 1964년에 수정되었다. 기본적으로 네팔 내 발전소를 포함한 서부 운하 시스템과 동부 운하 시스템을 위한 합의된 물 분배가 있다. 이 양자 협정의 일환으로 간다크 프로젝트의 일부인 간다크 댐은 네팔, 우타르프라데시주 및 비하르주에 관개 용수를 제공하기 위해 1968-69년에 간다크 강 위에 건설되었다. 이 프로젝트의 관개 잠재력은 웨스트 참파란, 이스트 참파란, 무자파르푸르, 사마스티푸르, 사란, 시완 및 고팔간지 지구에 걸쳐 11,510 km2 (4,440 mi2)에 달한다. 동 간다크 운하 프로젝트는 1960년에 시작되었으며, 주요 운하 시스템은 1975년에 완공되어 네팔의 총 관개 면적인 103,500 ac (419 km2)에 관개 용수를 공급했다.
설치 용량 15MW의 간다크 수력 발전소도 동 간다크 운하의 우회로에 건설 및 가동되었다.

### 홍수 관리
홍수 관리는 홍수의 완전한 제거 또는 통제, 또는 모든 규모의 홍수 영향으로부터 완전한 면제를 목표로 하지 않는다. 이는 경제적 고려사항으로도 실용적이지 않으며, 인도 맥락에서 직면하는 다른 현실을 고려할 때 필요하지도 않다. 따라서 구조적 조치를 통해 홍수를 완화하는 것부터 다른 비구조적 조치를 통해 홍수와 함께 살아가는 법을 배우는 것까지 다양한 전략이 홍수 관리의 목표이다. 낮은 빈도의 극심한 홍수에 대한 보호 조치는 경제적으로 거의 실현 가능하지 않다. "홍수 관리"라는 용어는 홍수로 인한 반복적인 재앙을 완화하기 위한 조치를 통해 홍수에 대한 합리적인 수준의 보호를 제공하는 것을 의미한다. 이것이 비하르주와 우타르프라데시주의 간다크강 범람원에서 홍수 피해를 입는 지역에서 이루어지고 있는 일이다.

## 강을 통한 항해
네팔은 간다키강의 항해 가능성 여부에 대한 연구를 수행했다. 연구 결과에 따르면 (a) 하류에서만 가능하고, (b) 알라하바드에서 할디아까지 인도의 1번 고속도로와 연결되며, (c) 건기에 관개 용수 사용 증가로 인해 강 수위가 항해를 유지하기에 제한될 수 있어 발생할 수 있는 불리한 상황을 인지해야 한다고 한다.

## 전통 및 대중 문화에서

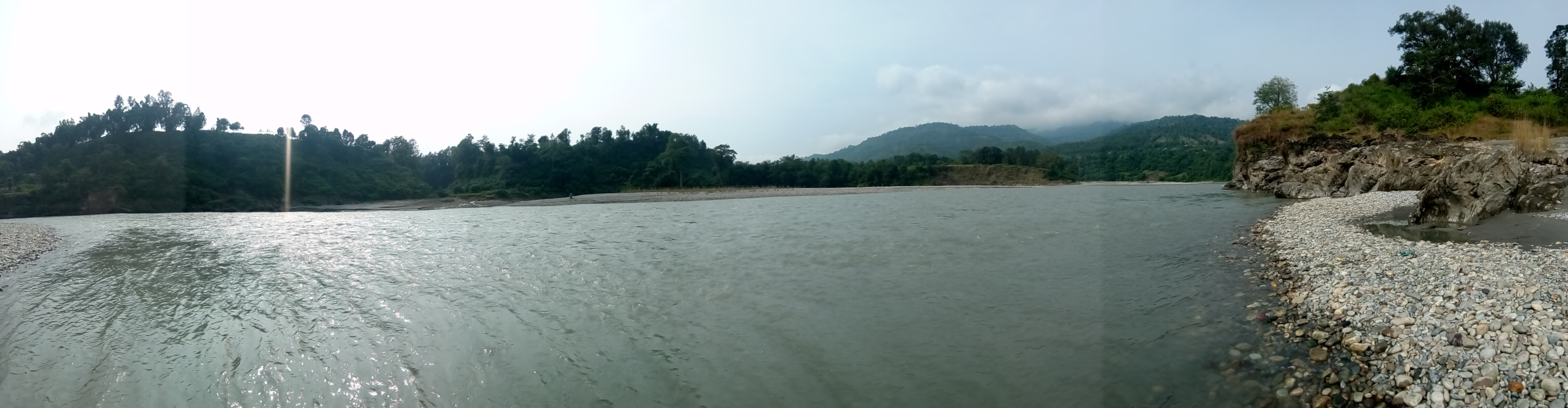
람가트에서 샨자구와 팔파구를 나누는 간다키강

간다키강은 고대 산스크리트어 서사시 마하바라타에 언급되어 있다. 그 진화는 시바 푸라나, 쿠마라칸드, 샹카추다 살해 장에 묘사되어 있다.
다큐멘터리 시리즈 "살아있는 행성"의 에피소드 1 일부는 칼리간다키 협곡에서 촬영되었다.

## 같이 보기
- 칼리간다키 협곡